# Z29 (駆逐艦)
Z29はドイツ海軍の駆逐艦。1936A型。

## 艦歴
1938年4月23日発注。1940年3月21日起工。1940年10月15日進水。1941年7月9日竣工。
1942年1月14日から、ドイツからノルウェーのトロンハイムまで移動する戦艦ティルピッツを駆逐艦リヒャルト・バイツェン、ブルーノ・ハイネマン、パウル・ヤコビと共に護衛。1月17日にトロンハイムに到着。翌日駆逐艦はトロンハイムを離れ、ドイツに戻った。次は、Z29はツェルベルス作戦に参加した。この作戦中に15cm砲の腔発で被害が生じた。
1942年5月、重巡洋艦リュッツォウをバルト海からナルヴィクまで護衛。また、途中クリスチャンサンで一時停止し、護衛の駆逐艦Z29、リヒャルト・バイツェン、ハンス・ロディ、Z27はスカゲラク海峡入り口に機雷を敷設した。これ以後ノルウェー北部を拠点に活動。7月、PQ17船団攻撃作戦（レッセルシュプルンク作戦）に参加。9月、駆逐艦リヒャルト・バイツェン、Z30と共にカラ海峡へ機雷を敷設。12月、バレンツ海海戦に参加。
1943年1月、駆逐艦リヒャルト・バイツェン、Z30とともに重巡洋艦アドミラル・ヒッパー、軽巡洋艦ケルンを護衛してドイツへ戻った。7月に再びノルウェー北部に戻り、9月にスバールバル諸島攻撃に参加した。この際被弾し被害を生じた。12月、オストフロント作戦（JW55B船団攻撃）に参加。1944年12月にドイツに戻り改修工事を受けるが、その最中に終戦を迎える。
戦後、賠償艦としてアメリカに割り当てられるが、1945年6月10日に海没処分となった。